# Errigal
Errigal (irl. An Earagail) – szczyt o wysokości 751 m n.p.m. w górach Derryveagh niedaleko Gaoth Dobhair w hrabstwie Donegal. Jest najwyższym szczytem zarówno w górach Derryveagh, jak i w hrabstwie. Errigal jest również położonym najdalej na południe, najbardziej stromym i najwyższym szczytem łańcucha górskiego zwanego przez miejscową ludność Seven Sisters. Na łańcuch Seven Sisters składają się kolejno następujące szczyty: Muckish, Crocknalaragagh, Aghla Beg, Ardloughnabrackbaddy, Aghla More, Mackoght i Errigal. Najbliższym szczytem jest Mackoght, znany również jako Little Errigal lub Wee Errigal (irl. an Earagail Bheag).
Errigal jest znany z różowawego odblasku znajdującego się na nim kwarcytu w świetle zachodzącego słońca. Inną właściwością góry jest jej zmienny kształt w zależności od miejsca obserwacji. Errigal został w 2009 r. wybrany przez portal Walking & Hiking Ireland na najbardziej charakterystyczną górę Irlandii.

## Wejście na Errigal
Punktem startowym wycieczek na górę jest najczęściej parking przy szosie R251. Trasa zaczyna się od przejścia przez silnie zerodowany i podmokły teren w kierunku widocznego szlaku wiodącego przez lśniące piargi, skąd zaczyna się właściwe wejście. Po osiągnięciu szczytu turyści z reguły przechodzą krótką, ale eksponowaną ścieżką wiodącą przez przełęcz „One Man’s Pass” do drugiego, niższego szczytu. Do wejścia nie jest konieczne specjalistyczne wyposażenie, ale zalecana jest ostrożność.

## Galeria

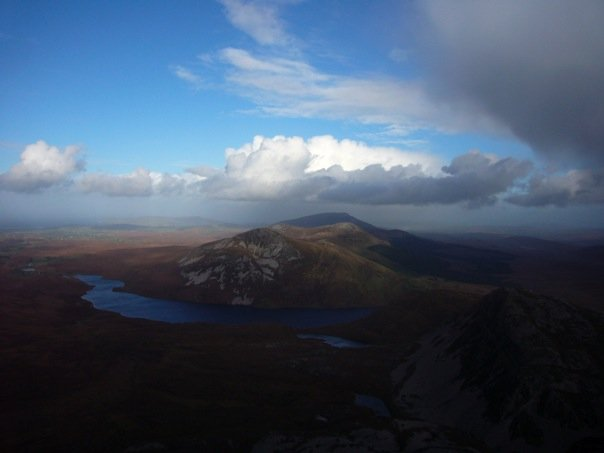
Widok z Errigalu
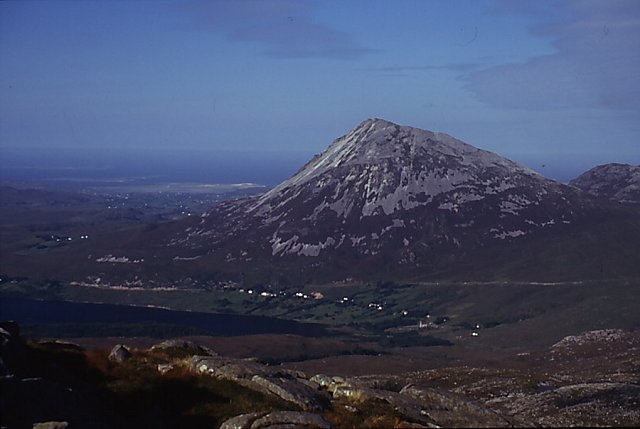
Widok na Errigal ze Slieve Snaght
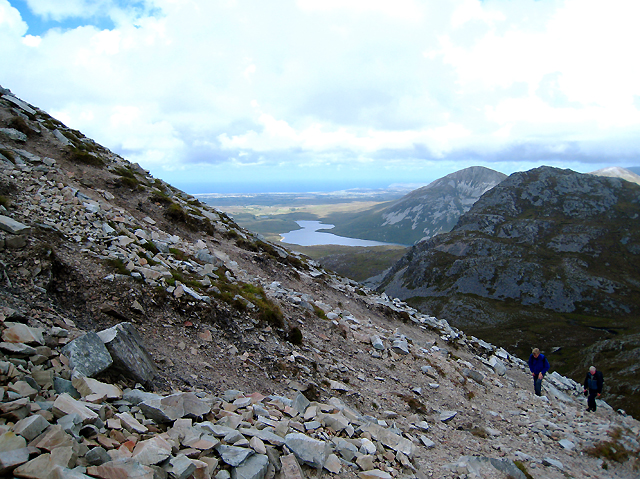
Wspinaczka na Errigal
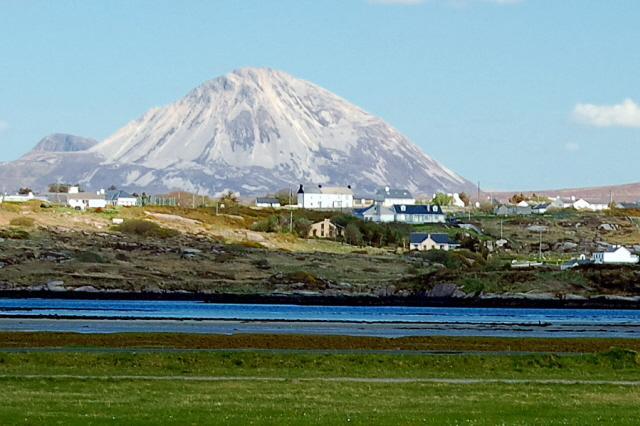
Errigal z The Rosses
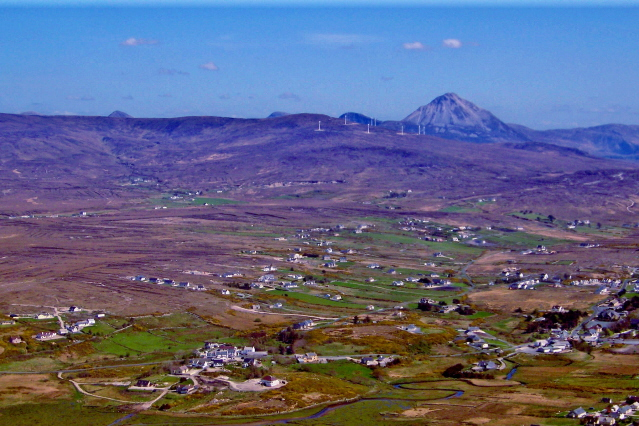
Widok z lotu ptaka na Errigal i Gaoth Dobhair
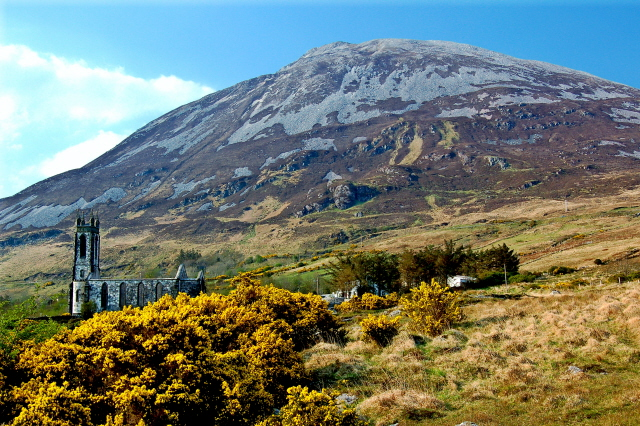
Opuszczony kościół u podnóża Errigalu
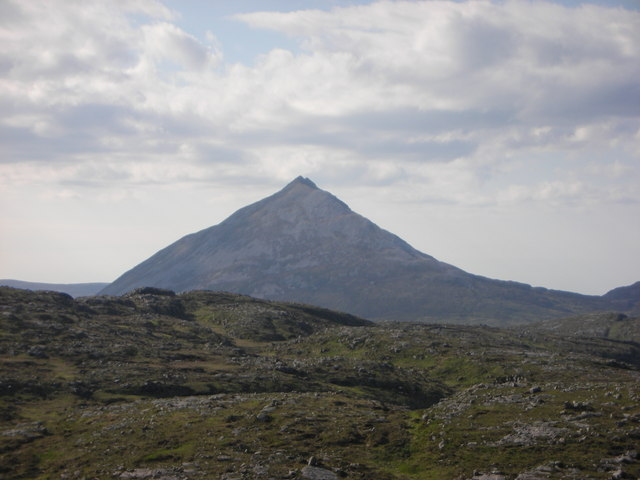
Errigal z Cloughaneely